# Harlequin (album)
Pour les articles homonymes, voir Harlequin.
Albums de Lady Gaga
Chromatica
(2020) Mayhem
(2025)
Harlequin est un album de la chanteuse et auteure-compositrice américaine Lady Gaga, publié le 27 septembre 2024 par Interscope Records. Cet album est inspiré par le film musical et thriller Joker : Folie à Deux (2024), où Lady Gaga interprète le rôle du personnage emblématique de DC Comics, Harley Quinn.
Lady Gaga a décrit Harlequin comme un « album compagnon » du film, bien que certains médias l’aient présenté comme une bande originale complémentaire à celle sortie officiellement une semaine plus tard. Les critiques ont toutefois interprété Harlequin comme un album conceptuel centré sur le personnage de Harley Quinn, offrant une perspective unique de Gaga sur la super-vilaine. L'album inclut des reprises de standards du jazz américain figurant également dans la bande originale du film, ainsi que deux chansons originales de Gaga. Avec Harlequin, elle approfondit son exploration du jazz, après ses albums collaboratifs avec le chanteur Tony Bennett, Cheek to Cheek (2015) et Love for Sale (2021). Gaga a qualifié Harlequin de « pop vintage ».

## Liste des titres
| Liste des titres de l'édition standard de l'album | Liste des titres de l'édition standard de l'album | Liste des titres de l'édition standard de l'album | Liste des titres de l'édition standard de l'album | Liste des titres de l'édition standard de l'album | Liste des titres de l'édition standard de l'album | Liste des titres de l'édition standard de l'album | Liste des titres de l'édition standard de l'album | Liste des titres de l'édition standard de l'album | Liste des titres de l'édition standard de l'album |
| No                                                | Titre                                             | Compositeur(s)                                    | Durée                                             |                                                   |                                                   |                                                   |                                                   |                                                   |                                                   |
| ------------------------------------------------- | ------------------------------------------------- | ------------------------------------------------- | ------------------------------------------------- | ------------------------------------------------- | ------------------------------------------------- | ------------------------------------------------- | ------------------------------------------------- | ------------------------------------------------- | ------------------------------------------------- |
| 1.                                                | Good Morning                                      | - Lady Gaga - Benjamin Rice                       | 2:47                                              |                                                   |                                                   |                                                   |                                                   |                                                   |                                                   |
| 2.                                                | Get Happy (2024)                                  | - Gaga - Rice                                     | 3:12                                              |                                                   |                                                   |                                                   |                                                   |                                                   |                                                   |
| 3.                                                | Oh, When the Saints                               | - Gaga - Rice                                     | 3:43                                              |                                                   |                                                   |                                                   |                                                   |                                                   |                                                   |
| 4.                                                | World on a String                                 | - Gaga - Rice                                     | 2:37                                              |                                                   |                                                   |                                                   |                                                   |                                                   |                                                   |
| 5.                                                | If My Friends Could See Me Now                    | - Gaga - Rice                                     | 2:44                                              |                                                   |                                                   |                                                   |                                                   |                                                   |                                                   |
| 6.                                                | That's Entertainment                              | - Gaga - Rice                                     | 4:10                                              |                                                   |                                                   |                                                   |                                                   |                                                   |                                                   |
| 7.                                                | Smile                                             | - Gaga - Rice                                     | 3:42                                              |                                                   |                                                   |                                                   |                                                   |                                                   |                                                   |
| 8.                                                | The Joker                                         | - Gaga - Rice                                     | 2:52                                              |                                                   |                                                   |                                                   |                                                   |                                                   |                                                   |
| 9.                                                | Folie à Deux                                      | - Gaga - Rice                                     | 3:00                                              |                                                   |                                                   |                                                   |                                                   |                                                   |                                                   |
| 10.                                               | Gonna Build a Mountain                            | - Gaga - Rice                                     | 2:52                                              |                                                   |                                                   |                                                   |                                                   |                                                   |                                                   |
| 11.                                               | Close to You                                      | - Gaga - Rice                                     | 2:44                                              |                                                   |                                                   |                                                   |                                                   |                                                   |                                                   |
| 12.                                               | Happy Mistake                                     | - Gaga - BloodPop - Rice                          | 4:08                                              |                                                   |                                                   |                                                   |                                                   |                                                   |                                                   |
| 13.                                               | That's Life                                       | - Gaga - David Campbell - Jason Ruder             | 3:04                                              |                                                   |                                                   |                                                   |                                                   |                                                   |                                                   |
| 41:27                                             |                                                   |                                                   |                                                   |                                                   |                                                   |                                                   |                                                   |                                                   |                                                   |

Musiciens
- Lady Gaga – vocals
- Tim Stewart – guitar (tracks 1–8, 10–12)
- Steve Kortyka – saxophone (tracks 1–7, 9, 10), background vocals (1); conductor, piano (2, 11)
- Daniel Foose – bass guitar (tracks 1–5, 7–12), background vocals (1), double bass (6)
- Alex Smith – piano (tracks 1, 5, 6, 9), background vocals (1), organ (2–5, 10–13), Wurlitzer organ (4, 5)
- Donald Barrett – drums (tracks 1–3, 5–7, 9–11, 13), background vocals (1)
- Brian Newman – trumpet (tracks 1–3, 5–7, 9–11, 13), background vocals (1)
- Ashley Wigginton – additional vocals (track 1)
- Seth Fetzer – additional vocals (track 1)
- Tim Brooks – additional vocals (track 1)
- Tyler Wigginton – additional vocals (track 1)
- Adrienne Woods – cello (tracks 2, 6, 9, 11)
- Moonlight Tran – cello (tracks 2, 6, 9, 11)
- Adam Schroeder – saxophone (tracks 2, 6, 11), bass clarinet (9)
- Erick Tewalt – saxophone (tracks 2, 6, 11), clarinet (9)
- Rick Keller – saxophone (tracks 2, 6, 11), clarinet (9)
- Rob Mader – saxophone (tracks 2, 6, 9, 11)
- Curt Miller – trombone (tracks 2, 6, 9, 11)
- Isrea Butler – trombone (tracks 2, 6, 9, 11)
- Kirby Galbraith – trombone (tracks 2, 6, 9, 11)
- Dan Falcone – trumpet (tracks 2, 6, 9, 11)
- Gil Kaupp – trumpet (tracks 2, 6, 9, 11)
- Jason Levi – trumpet (tracks 2, 6, 9, 11)
- John Pollock – viola (tracks 2, 6, 9, 11)
- Tianna Heppner – viola (tracks 2, 6, 9, 11)
- Lauren Cordell – violin (tracks 2, 6, 9, 11)
- Mark Cargill – violin (tracks 2, 6, 9, 11)
- Naoko Taniguchi – violin (tracks 2, 6, 9, 11)
- Nicole Garcia – violin (tracks 2, 6, 9, 11)
- Rahmaan Phillip – violin (tracks 2, 6, 9, 11)
- Rebecca Sabine – violin (tracks 2, 6, 9, 11)
- Shigeru Logan – violin (tracks 2, 6, 9, 11)
- Nathan Tanouye – trombone (tracks 2, 9, 11)
- Bethany Mennemeyer – violin (tracks 2, 9, 11)
- Jacob Scesney – saxophone (tracks 2, 11)
- Tom DeLibero – trumpet (tracks 2, 11)
- Benjamin Rice – drums (tracks 4, 5, 8), percussion (4, 10, 12), guitar (12)
- Sal Lozano – saxophone (tracks 6, 13), flute (9)
- Rashawn Ross – trumpet (tracks 6, 9)
- Michael Bearden – conductor, piano (track 6)
- David Phillippus – trombone (track 6)
- Juliette Jones – violin (track 6)
- Brandon Lamonte Hawkins – additional vocals (track 9)
- Chanel White – additional vocals (track 9)
- Christopher Williams – additional vocals (track 9)
- Ciara Green – additional vocals (track 9)
- Darius Wright – additional vocals (track 9)
- Elyse Branch Clardy – additional vocals (track 9)
- Jadah Cheri Ellis – additional vocals (track 9)
- Jon Morgan – additional vocals (track 9)
- LaToya Walker – additional vocals (track 9)
- Leslie Stackhouse – additional vocals (track 9)
- Shyra Adamson – additional vocals (track 9)
- Skye Dee Miles – additional vocals (track 9)
- Torin Derek – additional vocals (track 9)
- Giovanna Clayton – cello (track 13)
- Jacob Braun – cello (track 13)
- David Campbell – conductor, piano (track 13)
- Michael Valerio – contrabass recorder (track 13)
- Brian Scanlon – saxophone (track 13)
- Dan Higgins – saxophone (track 13)
- James Mason – saxophone (track 13)
- Rusty Higgins – saxophone (track 13)
- Alex Iles – trombone (track 13)
- Andrew Martin – trombone (track 13)
- Craig Gosnell – trombone (track 13)
- Ryan Dragon – trombone (track 13)
- Dan Fornero – trumpet (track 13)
- Jamie Hovorka – trumpet (track 13)
- Rob Schaer – trumpet (track 13)
- Wayne Bergeron – trumpet (track 13)
- Matt Funes – viola (track 13)
- Zach Dellinger – viola (track 13)
- Ana Landaurer – violin (track 13)
- Ben Jacobson – violin (track 13)
- Charlie Bisharat – violin (track 13)
- Eun-Mee Ahn – violin (track 13)
- Kerenza Peacock – violin (track 13)
- Maya Magub – violin (track 13)
- Phillip Levy – violin (track 13)
- Songa Lee – violin (track 13)
- Tereza Stanislav – violin (track 13)
- Ashley Levin – vocals (track 13)
- Meloney Collins – vocals (track 13)
- Sara Mann – vocals (track 13)

Technique
- Emily Lazar – mastering
- Serban Ghenea – mixing
- Benjamin Rice – engineering (tracks 1–12), arrangement (3, 5, 7, 8, 10–12)
- David Boucher – engineering (tracks 1, 5–7, 11)
- Kevin Harp – engineering (tracks 2–5, 7–12)
- Noah Hubbell – engineering (track 13)
- Kaleb Rollins – vocal mixing (track 13)
- Paul Lamalfa – vocal engineering (track 13)
- Joe Dougherty – additional engineering
- Bryce Bordone – mixing assistance
- Daniel "Chief" Van Billiard – engineering assistance
- Patrick Hundley – engineering assistance
- Bella Corich – engineering assistance (tracks 1, 5, 7, 11)
- Miguel Lara – engineering assistance (tracks 1, 5, 7, 11)
- Josh Connolly – engineering assistance (track 6)
- Alex Smith – arrangement (tracks 1, 3–7, 9–12)
- Steve Kortyka – arrangement (tracks 2, 3, 5, 7, 10, 11)
- Lady Gaga – arrangement (tracks 3–5, 7, 8, 10–12)
- Daniel Foose – arrangement (tracks 3–5, 7, 8, 10–12)
- Michael Polansky – arrangement (tracks 3–5, 7, 8, 10, 11)
- Tim Stewart – arrangement (tracks 3–5, 7, 8, 10–12)
- Donald Barrett – arrangement (tracks 3, 5, 7, 10)
- Brian Newman – arrangement (tracks 3, 5, 7, 10)
- Danny Jonokuchi – arrangement (track 6)
- David Campbell – arrangement (track 13)